# Cian Uijtdebroeks
Cian Uijtdebroeks (Hannut, 28 febbraio 2003) è un ciclista su strada belga che corre per il Team Visma-Lease a Bike. È professionista dal 2022, ed ha caratteristiche di passista-scalatore.

## Palmarès
- 2020 (Acrog-Tormans)

Kuurne-Brussel-Kuurne Juniors
- 2021 (Team Auto Eder)

Grand Prix West Bohemia
La Classique des Alpes Juniors
2ª tappa Ain Bugey Valromey Tour (Frontonas > Morestel)
Campionati belgi, Prova a cronometro Juniores
Classifica generale Aubel-Thimister-Stavelot
2ª tappa, 2ª semitappa Corsa della Pace Juniores (Třebenice, cronometro)
- 2022 (Bora-Hansgrohe, tre vittorie)

7ª tappa Tour de l'Avenir (Thonon-les-Bains > Saint-François-Longchamp)
8ª tappa Tour de l'Avenir (Ugine > La Toussuire)
Classifica generale Tour de l'Avenir
- 2025 (Team Visma-Lease a Bike, due vittorie)

3ª tappa Tour de l'Ain (Plateau d'Hauteville > Belley)
Classifica generale Tour de l'Ain

### Altri successi
- 2021 (Team Auto Eder)

Classifica scalatori Ain Bugey Valromey Tour
2ª tappa, 1ª semitappa Aubel-Thimister-Stavelot (Thimister > Thimister, cronosquadre)
Classifica scalatori Aubel-Thimister-Stavelot
- 2022 (Bora-Hansgrohe)

Classifica scalatori Tour de l'Avenir
Classifica giovani Tour de l'Avenir
Classifica giovani Sibiu Cycling Tour
- 2025 (Team Visma-Lease a Bike)

Classifica scalatori Tour de l'Ain
Classifica giovani Tour de l'Ain
Classifica giovani Giro della Repubblica Ceca

## Piazzamenti

### Grandi Giri
- Giro d'Italia

2024: non partito (11ª tappa)
- Vuelta a España

2023: 8º
2024: non partito (15ª tappa)

### Competizioni mondiali
- Campionati del mondo

Fiandre 2021 - Cronometro Juniores: 6º
Fiandre 2021 - In linea Juniores: 70º

### Competizioni europee
- Campionati europei

Plouay 2020 - Cronometro Juniores: 9º
Plouay 2020 - In linea Juniores: 45º
Trento 2021 - Cronometro Juniores: 2º
Trento 2021 - In linea Juniores: 39º